# Municipio de St. Mathias
El municipio de St. Mathias (en inglés: St. Mathias Township) es un municipio ubicado en el condado de Crow Wing en el estado estadounidense de Minnesota. En el año 2010 tenía una población de 622 habitantes y una densidad poblacional de 6,68 personas por km².

## Geografía
El municipio de St. Mathias se encuentra ubicado en las coordenadas 46°11′5″N 94°14′57″O / 46.18472, -94.24917. Según la Oficina del Censo de los Estados Unidos, el municipio tiene una superficie total de 93.11 km², de la cual 91,75 km² corresponden a tierra firme y (1,46 %) 1,36 km² es agua.

## Demografía
Según el censo de 2010, había 622 personas residiendo en el municipio de St. Mathias. La densidad de población era de 6,68 hab./km². De los 622 habitantes, el municipio de St. Mathias estaba compuesto por el 98,23 % blancos, el 0,16 % eran afroamericanos, el 0,64 % eran amerindios, el 0,16 % eran asiáticos, el 0,16 % eran de otras razas y el 0,64 % eran de una mezcla de razas. Del total de la población el 1,13 % eran hispanos o latinos de cualquier raza.